# Waser (Winterthur)

Karte des Quartiers

Waser ist ein Quartier der Stadt Winterthur, das zum Stadtkreis 3 (Seen) gehört. Das Quartier entstand im Rahmen des Baubooms der 1970er Jahre zusammen mit der Mehrfamilienhausüberbauung Wingertli. Benannt ist das Quartier nach Johann Heinrich Waser, der von 1646 bis 1652 Landvogt auf der Kyburg war und in seiner Amtszeit Seen den Bau einer eigenen Kirche erlaubt hat. Ihm zu Ehren steht auch heute noch ein Gedenkstein bei der Kirche, und mit der Landvogt-Waser-Strasse ist auch eine Strasse nach ihm benannt.

## Geografie
Das Quartier Waser umfasst die Neubaugebiete der 1970er und 1980er Jahre sowie auch Teile des ursprünglichen Dorfzentrums am südöstlichen Zipfel des Quartiergebiets, insbesondere entlang der Hinterdorf-, Werd- und Schwerzenbachstrasse. Im Norden, angrenzend an das Industriequartier Grüze, gibt es entlang der Strasse Im Hölderli auch noch ein Industrieareal. Das Quartier liegt nördlich des ursprünglichen Dorfkerns am nordwestlichen Ende des Stadtkreises, umfasst keine Waldgebiete und ist daher relativ eben. Der tiefste Punkt liegt bei etwa 452 m ü. M. beim Kreisel Etzberg-/Seemerstrasse und der höchste Punkt mit 468 m ü. M. beim Bahnhof Winterthur Seen.
Die Grenzen des Quartiergebiets verlaufen im Südosten zum Quartier Büelwiesen entlang der Hinterdorfstrasse im Südosten. Danach bildet die Bahnlinie der Tösstalbahn im Osten die Grenze zum Quartier Sonnenberg, wobei der Bahnhof Seen selbst nicht zum Quartiergebiet zählt. Im Nordwesten bildet auf einem kleinen Abschnitt die Bahnlinie und danach die Seenerstrasse bis zum Kreisel bei der Busstation Etzberg die Grenze zum Industriequartier Grüze, das zum Stadtkreis Oberwinterthur gehört. Zwischen dem Kreisel und der Tösstalstrasse verläuft die Grenze zum Mattenbacher Quartier Gutschick entlang der Siedlungsgrenze Seens. Im Südwesten bildet die Tösstalstrasse die Grenze zum Quartier Waldegg.

## Bildung
Das Primarschulhaus Tägelmoos befindet sich im Zentrum des Quartiers. Unweit des Primarschulhauses zwischen Wohnblocks befinden sich die drei Kindergärten Sonnenfeld, Sünnacker und Wingertli. Ein weiterer Kindergarten (Hinterdorf) befindet sich im Südosten an der Hinterdorfstrasse. Die Sekundarschule Büelwiesen befindet sich im gleichnamigen Quartier südöstlich von Waser.
Weiterführende Schulen befinden sich im Stadtzentrum.

## Geschichte

Luftaufnahme von 1979, der Ortsteil wurde damals noch Neudorf genannt

Der grösste Teil des Quartiers Wasers entstand mit der ersten städtischen Wohnblocküberbauung Seens, der Überbauung Wingertli, die im Bauboom der 1970er Jahre errichtet wurde. In dieselbe Zeit fällt auch die Eröffnung des zentral im Quartier gelegenen Primarschulhauses Tägelmoos 1971 und die Einweihung der katholischen Kirche St. Urban an der Ecke Seener-/Landvogt-Waser-Strasse 1974. Das neu entstehende Quartier war zu dieser Zeit noch als Neudorf bekannt.
Zuvor gab es im Bereich des Quartiers grösstenteils nicht einmal Strassen, und das Quartiergebiet war nur im zum Ortszentrum gehörenden Gebiet im Süden sowie nahe dem Bahnhof Seen überbaut.

## Verkehrsanbindung
Das Quartier wird von zwei Trolleybuslinien von Stadtbus Winterthur bedient: Die Trolleybuslinie 3 (Rosenberg–HB–Oberseen) durchfährt das Quartier entlang Seener- und Landvogt-Waser-Strasse. Entlang der Tösstalstrasse verkehrt die Trolleybuslinie 2 (Wülflingen–HB–Seen), an dessen Linie sich auch eine Bushaltestelle befindet, die den Namen des Quartiers trägt.
Am östlichen Ende des Quartiers befindet sich der Bahnhof Winterthur-Seen, der direkte S-Bahn-Verbindungen ins Winterthurer Stadtzentrum und nach Zürich anbietet.